# Nikki Benz
Nikki Benz (Mariupol, Szovjetunió, 1981. december 11. –); született Alla Moncsak (ukránul) Алла Мончак; ukrán származású kanadai–amerikai pornószínésznő, filmrendező.
Nikki Benz jelenleg Phoenixben (Arizona) él. Nikki Benz 18 éves koráig fotómodellkedett, majd sztriptíztáncosnőként dolgozott. 20 éves volt amikor pornófilmekben kezdett szerepelni. Pályáját a Strap-On-Sally 20 and 21 filmmel kezdte. Sok magazinban is szerepelt ilyen például a High Society, Genesis, Fox, OUI, Hot Video, Cheri, Hustler, Club és a Club International.

## Válogatott filmográfia
| - eXXXtra, eXXXtra (2007) - My Sister's Hot Friend 7 (2007) (V) - Meet the Fuckers 6 (2007) (V) - The Doll House (2007) (V) - Nikki's Lipstick Lesbians (2007) (V) - Wetter the Better 4 (2007) (V) - Slime Ballin' (2007) (V) - Paris Behind Bars (2007) (V) - Both Women Were Bound and Gagged! (2006) (V) - Fishnets 5 (2006) (V) - Sabrina's Bare-Breasted Bondage! (2006) (V) | - Control 3 (2006) (V) - All Girl Fantasies (2006) (V) - Drowning in Bitch Juice (2006) (V) - Façade (2006) (V) - Jack's Big Tit Show 4 (2006) (V) - Housewife 1 on 1 #4 (2006) (V) - MyXXXPornSpace.com (2006) (V) - American Daydreams 4 (2006) (V) - Test Drive (2006) (V) - Land of Candy (2005) (V) - Tyra's Runway Rendezvous (2005) (V) - Educating Jenna (2005) (V) |